# 兹德拉夫科·拉杰诺维奇
兹德拉夫科·拉杰诺维奇（羅馬化：Zdravko Rađenović，1952年9月5日—），波斯尼亚和黑塞哥维那男子手球运动员。他曾代表南斯拉夫参加1976年和1984年夏季奥林匹克运动会手球比赛，其中1984年奥运会获得一枚金牌。